# 医巫閭山
医巫閭山（いふりょざん、簡体字: 医巫闾山、英語名：Yiwulü Mountain）は単に閭山とも呼ばれ、『楚辞』遠遊では於微閭と記される。中国東北部の三大名山のひとつで、遼寧省錦州市に属する北鎮市の西部にある。

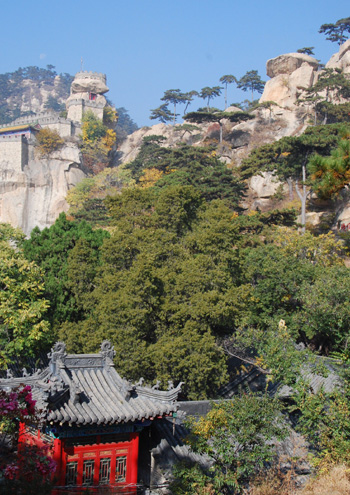
医巫閭山

## 概要
医巫閭山は単に閭山とも呼ばれ、中国東北部の三大名山のひとつで、最高峰の望海峰が海抜867メートルで、遼寧省錦州市に属する北鎮市の西部にある北鎮市街区からさらに西に5キロメートルのところにある。岩と植物と寺廟がある。医巫閭山は満州語で、「緑あふれる山」の意味とされる。
中国「五大鎮山」（東鎮沂山、西鎮呉山、中鎮霍山、南鎮会稽山、北鎮医巫閭山）のひとつでもあり、現在は国家級風景名勝区（国立公園相当）でもある。

## 参照項目
- 中国東北部三大名山の他のあと２つ：
  - 千山
  - 長白山